# 鮮虞
鲜虞，姬姓，是由先秦華夏人群分裂出來的先秦北狄部落一支。

## 历史
鲜虞一名最早出现于史书《国语·郑语》。公元前774年，当时黄河以北分布着周朝的封国和北狄各部落，有卫、燕、鲜虞、潞、洛、泉、徐、蒲。除燕和卫是周的封国，其余均属狄部落。因其地处周王畿以北，称北狄。
西周衰弱后，周失去了对这一地区的控制，狄人活跃起来，多次侵伐中原，前652年春攻擊邢國，前651年征伐衛國，邢君出逃，衛君被殺。
春秋时，狄人在河北中部，建立了三个小国。即：鲜虞（在今正定）；肥國（在今藁城）；鼓國（在今晋州）。
前530年（魯昭公十二年）冬，晉國乘灭亡肥国以后而顺路攻打鮮虞，《穀梁傳》將晉視為狄，認為鮮虞屬於中國，認為這是夷狄攻打中國。前529年秋，晋国在平丘会盟诸侯，鲜虞人听说晋国军队全部出动，于是不在边境警戒，不修治武备。晋国的荀吴从著雍带领上军侵袭鲜虞，到达中人（今河北省唐县西），驱使冲车和鲜虞人争逐，大获全胜然后回国。前527年，荀吴围攻鼓国，俘虏鼓国国君鸢靼。前520年，灭亡重新依附鲜虞的鼓国。前507年九月，鲜虞人在平中打败晋军，俘虏了自恃勇敢而轻敌的晋国将领观虎。前506年，晋国士鞅、卫国孔圉率军攻打鲜虞。前505年，为了报复观虎被俘的平中战役，晋国的士鞅率军包围鲜虞。前494年，卫国孔圉联合齐国、鲁国、鲜虞，干预晋国六卿之战，援助范氏，占取了晋国棘蒲。前492年，齐国、卫国围攻戚地，向鲜虞（中山）求援。前491年，六卿之战结束，中行氏的荀寅逃亡到鲜虞，齐国和鲜虞把荀寅送到柏人邑。前489年春，因为鲜虞帮助范氏，晋国赵鞅率军进攻鲜虞。进入战国时期，鲜虞发展为中山国。

## 祖源
據杜預等人記載，鮮虞為姬姓白狄。據應劭《風俗通義》，鮮虞為箕子後代，為子姓，跟《世本‧氏姓篇》說的姬姓不相同。

## 名稱來由
史学家考证，鲜虞大约因初居鲜虞水（今滹沱河上游五台山西南的清水河）而得名；一说以地而命名，《后汉书·郑国志》有“新市有鲜虞亭，故国，子姓”的记载，就是说，这里的鲜虞亭是子姓鲜虞国的故地。上述一水一地都是商部落活动的区域。

## 相關
- 獫允
- 北狄
- 中山国